# Slingertry
Slingertry (Lonicera japonica) är en art i familjen kaprifolväxter från Kina, Korea och Japan. Bären är giftiga och ger kräkningar, ansiktsrodnad, överdriven törst och vidgade pupiller.

## Synonymer
- Caprifolium brachypodum (DC.) Gordon
- Caprifolium chinense (P.Watson) Loudon
- Caprifolium japonicum f.  subverticillare Kuntze
- Caprifolium japonicum (Thunb.) Dumont
- Lonicera acuminata var. japonica (Thunb.) Miq.
- Lonicera aureoreticulata T.Moore
- Lonicera brachypoda DC.
- Lonicera brachypoda var. reticulata Witte
- Lonicera brachypoda var. repens Siebold
- Lonicera brachypoda var. aureoreticulata (T.Moore) Jacob-Makoy
- Lonicera chinensis P.Watson
- Lonicera cochinchinensis G.Don
- Lonicera diversifolia Carrière
- Lonicera fauriei H.Lev. & Vaniot
- Lonicera flexuosa f. aureoreticulata (T.Moore) Dippel
- Lonicera flexuosa' Thunb.
- Lonicera flexuosa var. halliana Dippel
- Lonicera japonica var. aureoreticulata (T.Moore) G.Nicholson
- Lonicera japonica f. aureoreticulata (T.Moore) Rehder
- Lonicera japonica var. flexuosa (Thunb.) G.Nicholson
- Lonicera japonica f. flexuosa (Thunb.) Zabel
- Lonicera japonica var. repens (Siebold) Rehder
- Lonicera japonica var. chinensis (P.Watson) Baker
- Lonicera japonica f. chinensis (P. Watson) H.Hara
- Lonicera japonica f. quercifolia Correia
- Lonicera japonica var. halliana (Dippel) G.Nicholson
- Lonicera japonica f. typica Zabel nom. inadmiss.
- Nintooa japonica (Thunb.) Sweet
- Xylosteum flexuosum (Thunb.) Dumont.